# Битка при Клокотница
Битката при Клокотница се е състояла на 9 март 1230 г., недалеч от река Клокотница и едноименното село, между българската войска, водена от цар Иван Асен II, и войската на епирския владетел Теодор Комнин. Българите напълно разгромяват ефимерната Епирска империя, като пленяват епирския деспот заедно с цялото му семейство, а войската му освобождават.

## Предистория
Нарастващото влияние на Иван Асен II върху Сърбия и Латинската империя започва сериозно да безпокои епирския владетел. Особено подозрителни и опасни са за него стремежите на българския цар да се намеси във вътрешните работи на латинците и да стане опекун на малолетния император Балдуин II, като му даде за съпруга дъщеря си Елена. Този план може да осуети намеренията на Теодор Комнин и затова той насочва войската си срещу България с надеждата за бърза и лека победа. Теодор Комнин е толкова сигурен в победата си, че взема в похода цялото си семейство и куп придворни.

## Ход на битката
В ранните часове на 9 март (денят на св. 40 мъченици) двете враждуващи страни се срещат край река Клокотница – на 10 км западно от Хасково. Българският владетел според преданията се установява на лагер в крепостта на хълма Хасар, разположен до днешното село Сталево, където до ден днешен празникът на селото се чества в деня на Четиридесетте мъченици от град Севастия. На хълма са запазени и останки от крепостната църква, построена в чест на светците войни. За да вдъхнови по-малобройната си войска, Иван Асен II нарежда пергамента с нарушения от Теодор мирен договор да бъде набучен на копие и вдигнат като боен щандарт. В последвалата битка българският цар проявява военна хитрост, обръщайки в бягство ромеите и франкските рицари наемници. Самият Теодор Комнин пада в плен, заедно със синовете и дъщерите си.
Цар Иван Асен II заповядва височайшите пленници да бъдат откарани в столицата, а заловените обикновени войници да бъдат нахранени и пуснати по домовете им. Заради нечуваното си благородство и човечност, цар Иван Асен II е почитан и обичан „...и не само от българите, но и от ромеите, и от другите народи“ – пише византийският летописец Георги Акрополит.
В чест на голямата победа, Иван Асен II заповядва да се изгради (или обнови) църквата „Св. Четиридесет мъченици“ в престолния град Търново. Върху една от колоните ѝ е издълбан надпис, който гласи:
| „ | В лето 6738 [1230], индикт 3, аз, Иван Асен, в Христа Бога верен цар и самодържец на българите, син на стария цар Асен, издигнах из основа и с живопис украсих докрай пречестната тази църква в името на светите 40 мъченици, с помощта на които в дванадесетата година от царуването си, в която година се изписваше този храм, излязох на война в Романия [Тракия] и разбих гръцката войска, а самия цар кир Теодор Комнин взех в плен с всичките му боляри. И цялата му земя от Одрин и до Драч превзех, гръцка още и арбанашка [албанска] и сръбска; а пък градовете, които се намират около Цариград, и самия този град владееха фръзите [латинците], но и те се покоряваха под ръката [скиптъра] на моето царство, понеже нямаха друг цар освен мене и благодарение на мене прекарваха дните си [съществуваха], тъй като Бог така заповяда, понеже без Него нито дело, нито слово не се извършва. Нему слава вовеки, амин. | “ |

Според една легенда, ранените български войни са лекувани край днешните Хасковски минерални бани. Част от местния фолклор е и големият събор „Банско одуше“, за който се говори, че се провежда от векове в памет на загиналите в битката при Клокотница.

## Памет
В Сталево празникът на селото се чества в деня на Св. Четиридесет мъченици" на близкия хълм Хасар. От тук по време на събора на селото по стара традиция се хвърля камък в посока Клокотница и се изричат думите "Трижде анататема кир Теодор Комнине, задето туй чудо направи!".
Освен колоната в Търново и поставените табели на Хасара до Сталево, днес пътуващите по път Е–80 могат да видят бронзовия барелеф на цар Иван Асен II, издигнат близо до историческото място край Хасково, за да напомня за великата му победа.